# Dictyna idahoana
Dictyna idahoana är en spindelart som beskrevs av Chamberlin och Ivie 1933. Dictyna idahoana ingår i släktet Dictyna och familjen kardarspindlar. Inga underarter finns listade i Catalogue of Life.